# 정해권
정해권(丁海權, 1963년 11월 3일~)은 대한민국의 정치인이다. 제9대 인천광역시의원(초선, 2022년 7월~ )이다.

## 학력
- 인하대학교 일반대학원 행정학과 박사과정
- 인하대학교 정책대학원 졸업 (행정학 석사)
- 인천대학교 졸업 (경영학 학사)

## 경력
- 국민의힘 인천광역시당 지역대표 전국위원
- 인천지구JC지구회장
- 한국청년회의소 연수원장
- 인천관광공사 비상임이사
- 해병대 전우회 연수구 회장
- 연수구 복싱협회 수석부회장
- 자유한국당 인천광역시당 대변인
- 새누리당 부대변인
- 신한국당 인천시당 청년연합회장
- 인천광역시씨름협회 회장
- 국민의힘 인천광역시당 지역대표 전국위원
- 2022. 7.~ 제9대 인천광역시의회 의원
- 인천광역시의회 산업경제위원장
- 2024. 7.~ 제9대 인천광역시의회 후반기 의장
- 2024. 9.~2024. 10. 국민의힘 10.16 강화군수 보궐선거 인천시당 통합선거대책위원회 시정지원단장
- 2024. 9.~ 제19대 전반기 대한민국시도의회의장협의회 정책위원장
- 2025. 1.~2025. 2. 국민의힘 4·2 재보궐선거 인천시당 공천관리위원

## 역대 선거 결과
|  | 0% |

|  | 35.99% |

|  | 56.55% |